# 니노치카
《니노치카》(영어: Ninotchka)는 1939년 개봉한 로맨틱 코미디 영화다. 에른스트 루비치가 감독했으며, 그레타 가르보, 멜빈 더글러스, 이나 클레어가 출연했다.

## 출연
- 그레타 가르보 - 니나 이바노브나 야쿠쇼바, 일명 "니노치카"
- 멜빈 더글러스 - 레옹 달구트 백작
- 이나 클레어 - 스와나 대공부인
- 벨라 루고시 - 라치닌 위원
- 지그 루만 - 이라노프 동무
- 펠릭스 브레서트 - 불야노프 동무
- 알렉산더 그라나흐 - 코팔스키 동무
- 그레고리 가에 - 알렉시스 라코닌 백작
- 롤프 세던 - 호텔 지배인
- 에드윈 맥스웰 - 잡화상
- 리처드 칼 - 가스통